# Liste de chars du génie
 (mars 2019).
Si vous disposez d'ouvrages ou d'articles de référence ou si vous connaissez des sites web de qualité traitant du thème abordé ici, merci de compléter l'article en donnant les références utiles à sa vérifiabilité et en les liant à la section « Notes et références ».

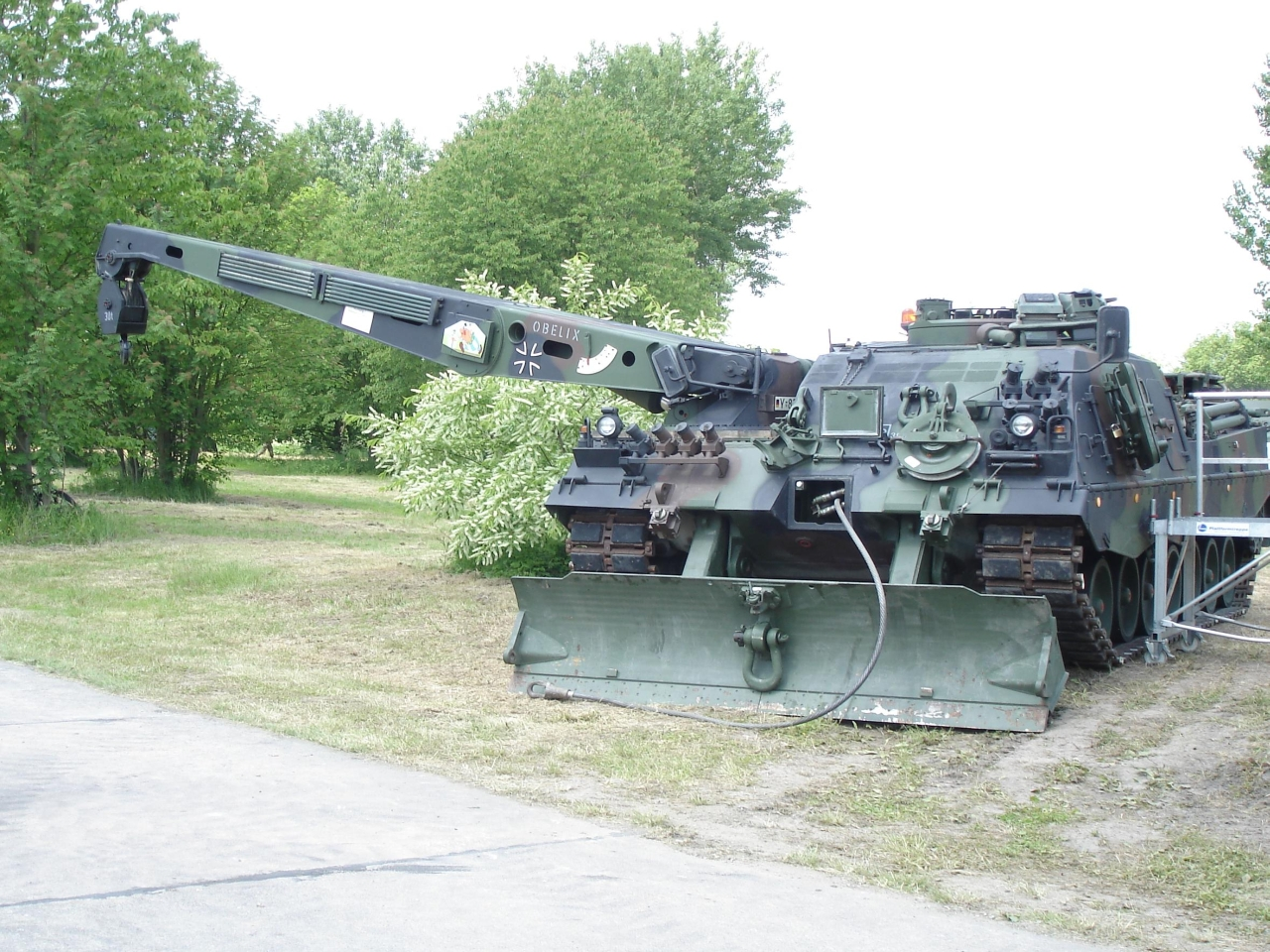
Char de dépannage Buffle allemand, sa grue peut être engagée dans des missions du génie

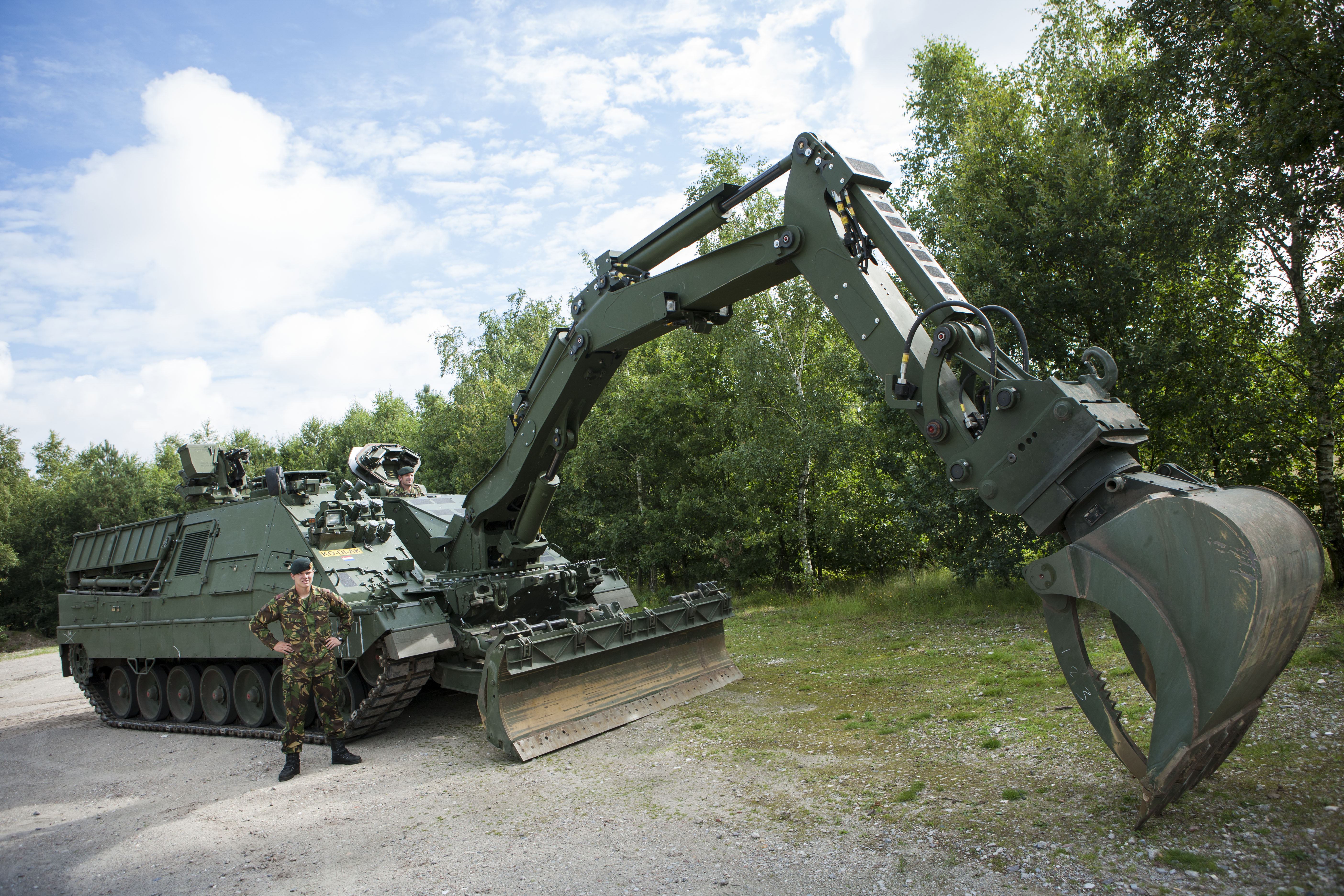
char Kodiak

Un char du génie est un véhicule blindé servant au sein d'unités de génie militaire.

## Genres
Parmi les chars du génie, on dénombre : les chars de déminage, les chars de minage (comme le Shielder vehicle launched scatterable mine system), les chars lanceurs de pont/pontonnier et les chars engins de chantier en version grue, tractopelle, etc. Les chars de dépannage qui peuvent être engagés dans des missions du génie constituent une catégorie à part car ils sont prévus d'être engagés sous le feu ennemi en première ligne[réf. nécessaire], se trouvant de fait incorporés au sein des unités blindées parallèlement aux chars de combat.

## Liste de chars du génie

### Churchill
- AVRE (Assault Vehicle Royal Engineers)[1] :
  - "Bobbin" : doté d'un rouleau de 3 m de large en toile renforcée de barres en acier qui, une fois déroulé, permettait à lui-même et aux véhicules suivants de ne pas s'enfoncer dans le sol mou des plages pendant le débarquement amphibie.
  - "Fascine" : emportait une fascine, c'est-à-dire un énorme fagot, de 1,8 à 2,4 m de diamètre sur 3,3 m de large qui pouvait être déposé pour combler un fossé ou pour former une marche pour le passage des autres chars.
  - "Small Box Girder (en)" : doté d'un pont d'assaut de 10 m pour permettre le franchissement d'un large fossé tout en assurant une couverture à son équipage.
  - L'Arc : ce blindé sans tourelle était équipé de deux rampes relevables et abaissables (une à l'avant, l'autre à l'arrière) pour permettre le franchissement de fossé
  - "Bullshorn Plough" : char doté d'une pelle prévue pour excaver la terre devant lui. Cela lui permettait lors de son passage de faire exploser et de rendre inoffensives les mines présentes.
  - "Double Onion" : doté de deux charges explosives disposées sur une plaque en métal qui pouvaient, lorsqu'elles étaient appliquées sur un mur en béton, le détruire tout en gardant une distance sûre.

### T-34
Variantes du T-34 (en)
- Rouleau à mine PT-34 : il a été exploité à partir de mai 1942. Un ensemble de roues dentées était monté sur un cadre supporté par une poutre à l'avant d'un char T-34. Ces disques métalliques équipés de dents en aciers tournaient et devaient creuser le sol et faire exploser les mines enterrées par les adversaires. L'équipement pouvait supporter une dizaine d'explosions de mines de 5 à 10 kg avant d'être remplacé. Ce dispositif pesait 5 tonnes et était montable sur n'importe quel char T-34, T-60 ou KV. Le char conservait son armement pendant l'utilisation du système[2].
- T-34-T (tyagach) : tracteur
- SPK-5 (1955) : grue (10 t)
- MT-34 (1950s) (mostní tank) : poseur de pont, version tchécoslovaque du PM-34
- VT-34 : dépannage (vyprošťovací tank), version tchécoslovaque
  - CW-34 : version polonaise du VT-34.
- JT-34 : grue, version tchécoslovaque
- WPT-34 (années 1960) : véhicule de réparation et de maintenance polonais avec grue

### M4 Sherman

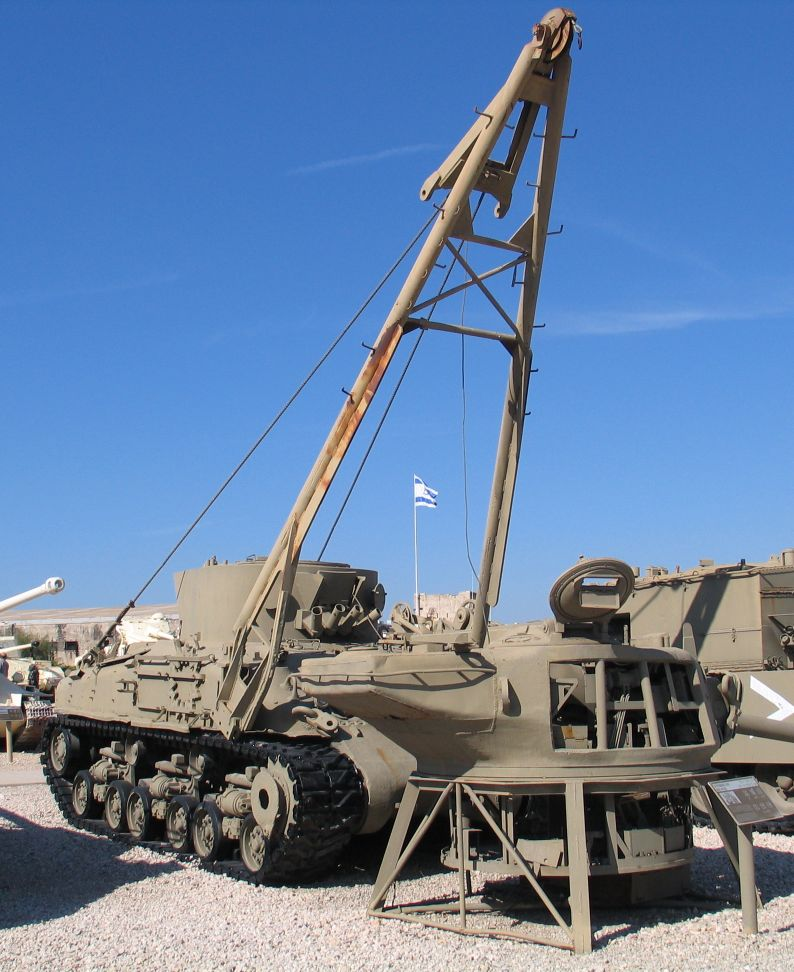
M32 TRV, Musée Yad La-Shiryon, Israël

- M32 Tank Recovery Vehicle : véhicule de dépannage basé sur le M4A1, treuil et grue de 30 tonnes, tourelle remplacée par un mortier de 81 mm tirant des obus fumigènes. Le M32B2 est basé sur le M4A2 et le M32B3 basé sur le M4A3.

### M47 Patton
- M102 - Engin de combat du génie développé et utilisé par l'US Army
- M47A20 - Engin poseur de pont développé par la firme italienne Astra
- Additional equipment M6 : Équipement bulldozer pour la série M47

### Centurion
- Centurion Mk 5 AVRE 165 (FV4003), (1963) : doté d'un canon de démolition de 165 mm et d'une lame hydraulique ou herse anti-mine. Elle peut transporter des fascines ou un rouleau de piste artificielle Class 60 et tracter un équipement de déminage Giant Viper ou une remorque pour d'autres fascines.
- Centurion Mk 5 Bulldozer (FV4019), 1961 : doté d'une lame identique à celle du Centurion AVRE. Chaque escadron de Centurion en avait habituellement un.
- Centurion ARK (FV4016), 1963 : Modèle poseur d'éléments de franchissements (Armoured Ramp Carrier ou ARK). Les éléments peuvent combler un espace de 22,9 m et supporter 80 tonnes.
- Centurion Mk 5 Bridgelayer (FV4002), 1963 : avec un pont pour char No 5 (Class 80). Celui-ci peut être posé en moins de deux minutes pour combler un espace de 13,7 m et supporter 80 tonnes.

### T-54/T-55
- BTS-2 : version de dépannage.
- BTS-2M : amélioration du précédent.
- BTS-4B : version de dépannage, produite à partir des tout premiers modèles.
- MTU-1 : poseur de pont.
- MTU-20 : poseur de pont long de 20 m.
- VT-55A ARV (version tchèque)

### M60 Patton
- M60A1 AVLB (Armored Vehicle Landing Bridge) : Lanceur de pont (18 m de longueur)
- M60 Panther : Conçu par Omnitech Robotics International LLC, ce châssis de M60 sans tourelle est radio-commandé à distance et équipé d'un système de rouleau de déminage ;
- M728 CEV : Char de dépannage utilisé par le génie, équipé d'une chèvre fixée à la tourelle pour le levage de charges lourdes, d'une lame de bulldozer et d'un canon de démolition de 165 mm Royal Ordnance L9.
- Char M88, conçu sur la base des châssis et des composants du M48 Patton et du M60 Patton.
  - M88 : (1961)
  - M88A1 : (1977)
  - M88A2 Hercules : (1991)

### Char 61 et 68/88
- Char de dépannage 65/88
- Char pont 68/88

### FV4201 Chieftain
- FV4205 AVLB : Poseur de pont
- Chieftain AVRE (Armoured Vehicle Royal Engineers) : version de génie, la plupart du temps dotés de fascines
- Chieftain Mineclearer : version destinée au déminage

### AMX-30
- Engin blindé du génie
  - AMX-30 EBG F1 : version d'origine de l'engin blindé du génie.
  - AMX-30 EBG-VAL : EBG VALorisé, version modernisée, mise en service depuis 2011.
  - EBG SDPMAC : système de déminage pyrotechnique pour mines antichars, EBG recevant un lanceur israélien CARPET armée de 20 roquettes qui détruisent l’ensemble des mines antichars enfouies sur une longueur d'une centaine de mètres et une largeur de 8 à 10 mètres. Il est en service depuis fin 2008.
- AMX-30H poseur de travure
- AMX-30 EBD  (Engin blindé de déminage) : utilise des rouleaux de déminage soviétiques KMT-5 d'origine est-allemande
- AMX-30DT : monté sur un AMX-30B2 (déminage)

### T-72
- MTU-72 : poseur de pont
- BREM-1 : véhicule de dépannage dérivé du T-72B, avec une grue de 12 tonnes et un treuil capable d'en tracter 100.
- BREM-2 : véhicule de dépannage avec une grue de 13 tonnes et un treuil capable d'en tracter 110.
- IMR-2 : véhicule de combat du génie, avec une grue et une lame de bulldozer.
- VT-72B ARV (version tchèque), développé entre 1987 et 1989.

### Leopard 1
- Pionierpanzer 1 (de)
- Char du génie Dachs (de) (Pionierpanzer 2) : muni d'une pelle à mât télescopique pour creuser
- Char poseur de pont Biber (de)

### M1 Abrams
- M1 Grizzly Combat Mobility Vehicle (CMV)
- M1 Panther II : châssis de M1 radio-commandé à distance équipé d'un système de rouleau de déminage.
- M1074 Joint Assault Bridge (en) : poseur de pont
- M104 Wolverine (en) : pont d'assaut en service depuis 2003.
- M1150 Assault Breacher Vehicle (en) (ABV) : véhicule de déminage (USMC)

### FV4030/4 Challenger 1
- CRARRV ChallengeR Armour & Repair Recovery Vehicle : char de dépannage équipé d'un treuil de 52 tonnes, d'une petite grue de 6 tonnes et d'une lame de bulldozer.

### Leopard 2
- Char de dépannage Büffel (Bergepanzer 3 ou BPz3)
- Char du génie Kodiak (Pionierpanzer 3)
- Char lanceur de pont Iguane (Panzerschnellbrücke 2)

### K-1
- K-1ARV : véhicule de dépannage avec les éléments hydrauliques du BPZ-3 allemand tels que les grues, treuils et pelles d'ancrages.
  - K-1AVLB : poseur de ponts ciseaux.

### Leclerc
- Char de dépannage DNG/DCL
- Leclerc MARS

### FV4034 Challenger 2
- Trojan Armoured Vehicle Royal Engineers : engin de génie de combat.
- Titan Armoured Vehicle Launcher Bridge : lanceur de pont